# Tony Hancock
Pour les articles homonymes, voir Hancock.
Anthony John "Tony" Hancock, né le 12 mai 1924 à Hall Green (Birmingham) et mort le 24 juin 1968 à Sydney, est un acteur anglais de cinéma et de théâtre.

## Biographie
Il se suicide à 44 ans.

## Filmographie
- 1961 : The Rebel
- 1965 : Ces merveilleux fous volants dans leurs drôles de machines
- 1966 : Un mort en pleine forme